# Curt P. Richter
Curt Paul Richter (* 20. Februar 1894 in Denver, Colorado, USA; † 21. Dezember 1988) war ein US-amerikanischer Psychologe und Verhaltensforscher.

## Leben und Werk
Curt Richters Vorfahren stammen sowohl mütterlicherseits als auch väterlicherseits aus dem Königreich Sachsen. Sein Vater, der nach mehrjährigem Militärdienst in Deutschland Ingenieurwissenschaften studiert hatte, war 1890 in die USA ausgewandert, in Denver sesshaft geworden und hatte dort eine Firma gegründet, die Stahlelemente für den Häuserbau produzierte. 1892 folgte ihm seine Ehefrau in die neue Heimat, wo zwei Jahre später deren einziges Kind geboren wurde. Kurz vor dem neunten Geburtstag des Jungen starb der Vater bei einem Jagdunfall. In einem autobiografischen Text schrieb Richter 1985, dank verlässlicher Mitarbeiter habe die Firma des Vaters weiter existiert, so dass die Mutter – die ohne vorherige Erfahrung nunmehr als Sekretärin und Finanzchefin tätig wurde – den Unterhalt für sich und ihren Sohn erarbeiten konnte.
Richter besuchte acht Jahre lang die Whittier Grade School und danach die East Denver High School, ohne jemals eine besondere Neigung zum Fach Biologie zu entwickeln. Stattdessen folgte er im Juni 1912, nach dem Abschluss der High School, dem Wunsch seines Vaters, in Deutschland Ingenieurwissenschaften zu studieren. Er wählte die Technische Hochschule Dresden, die als eine der besten deutschen Technischen Hochschulen galt. Er verlor jedoch allmählich das Interesse an seinem Studienfach, nicht zuletzt auch deshalb, weil nach Beginn des Ersten Weltkriegs das Studium wegen der vielen zum Militär eingezogenen Studenten und Lehrkräfte nur noch eingeschränkt möglich war. Daher ging er im Mai 1915 zurück Boston. Dort schrieb er sich an der Universität Harvard ein, die allerdings nur zwei seiner drei Studienjahre in Deutschland anerkannte. Er belegte eine Lehrveranstaltung für Wirtschaftswissenschaften, die er nach sechs Wochen wegen mangelhafter Leistungen verlassen musste, und scheitere ebenfalls in Kursen für europäische Geschichte und zur Genetik der Fliege Drosophila melanogaster. Erst Vorlesungen des Philosophen und Psychologen Edwin B. Holt weckten sein Interesse für naturkundliche und psychologische Themen, so dass er bei Robert Yerkes mit Erfolg verhaltensbiologische Experimente mit Insekten durchführte und von Yerkes ermuntert wurde, das 1914 von John B. Watson verfasste Lehrbuch Behavior: An Introduction to Comparative Psychology durchzuarbeiten.
Kurz nachdem er 1917 sein Studium in Harvard mit dem Bachelor of Science abgeschlossen hatte, wurde er zum Militärdienst eingezogen, den er bis 1918 in der Nähe von Boston ableistete. 1919 ging er an die Johns-Hopkins-Universität in Baltimore, um bei John B. Watson zu studieren. Im Jahr 1921 machte Richter dort sein Doktor-Examen (Ph.D.) im Fach Psychologie und erhielt eine Stelle als Associate Professor in Psychologie an der School of Medicine (Medizinische Fakultät). Im Jahr 1922 wurde er zum Direktor des Psychologielabors an der Johns Hopkins Hospital’s Henry Phipps Psychiatric Clinic ernannt, und 1957 wurde er Professor für Psychobiologie. Von 1919 bis 1988 war er der Johns Hopkins University School of Medicine verbunden, von 1922 bis 1960 dem Johns Hopkins Hospital.
Richter publizierte mehr als 250 wissenschaftliche Artikel, über die Domestikation der Wanderratte sowie in den Forschungsgebieten Sympathikus, Nahrungsaufnahme (ingestive behaviors), Greifreflex und Hautwiderstand beim Menschen sowie über biologische Uhren bei Tieren und Menschen. Seine bekannteste Arbeit ist das Buch Biological Clocks in Medicine and Psychiatry (1965). Das Alan Mason Chesney Medical Archive enthält die meisten Unterlagen zu seinen Forschungen (Forschungsdaten von Experimenten an mehr als 20.000 Tieren (1920–1976), Photographien, Korrespondenz), sowie von ihm verwendete Aufnahme- und Messgeräte.

## Ehrungen
1948 wurde er in die National Academy of Sciences, 1956 in die American Academy of Arts and Sciences und 1959 in die American Philosophical Society gewählt.

## Fachbücher
- Biological Clocks In Medicine and Psychiatry. Charles C. Thomas, Springfield (Illinois) 1965.
- The Psychobiology of Curt Richter. York Press, Baltimore 1976, ISBN 978-0-912752-05-1.